# بنیاد تعاون ارتش جمهوری اسلامی ایران
بنیاد تعاون ارتش جمهوری اسلامی ایران (به‌اختصار: بتاجا) سازمان دولتی زیرمجموعه ارتش جمهوری اسلامی ایران است، که در سال ۱۳۷۲ تأسیس شد و وظیفه اصلی آن تأمین وام و مسکن، همچنین ساخت املاک و مستغلات برای پرسنل ارتش ایران می‌باشد. این بنیاد مالک ۹ مؤسسه و شرکت تابعه است، که در زمینه احداث و توسعه املاک و مستغلات، همچنین ارائه خدمات هواپیمایی و بیمه فعالیت می‌کنند. در حال حاضر جعفر آقایی مدیرعاملی بنیاد تعاون ارتش را برعهده دارد و سرتیپ رضا خرم‌طوسی به‌عنوان رئیس هیئت مدیره این بنیاد فعالیت می‌کند.

## تاریخچه
بنیاد تعاون ارتش جمهوری اسلامی ایران به‌منظور حل مشکل مسکن کارکنان پایور ارتش، با فرمان سیدعلی خامنه‌ای؛ رهبر جمهوری اسلامی در تاریخ ۲۳ اردیبهشت ۱۳۷۲ در قالب تصویب اساسنامه مربوط تشکیل شد و در تاریخ ۱۱ بهمن ۱۳۷۲ در اداره ثبت شرکت‌ها، به ثبت رسید.

## اهداف کلان
- انجام فعالیت‌های سازندگی و خدماتی با تأکید بر تأمین مسکن شخصی و ارائه خدمات مطلوب به کارکنان ارتش در راستای انجام هر چه بهتر مأموریت بنیاد.
- انجام فعالیت‌های اقتصادی بنیاد تعاون با تأکید بر تولید ثروت، ایجاد ارزش افزوده و نقش آفرینی سازمانی و ملی.

## شرکت‌های تابعه
- مؤسسه مسکن‌سازان
- مؤسسه بیمه بتاجا (صبا)
- شرکت هواپیمایی کاسپین
- شرکت عمران آبشار اسپادانا
- شرکت عمران توسعه‌گران پیشگام
- شرکت عمران زهد فارس
- شرکت عمران ذوالفقار خراسان
- شرکت عمران توسعه جرجان گرگان
- شرکت عمران آذر ابنیه تبریز